# Ašraf Barhom
Ašraf Barhom (ar. أشرف برهوم) je izraelský arabský herec. Vyrůstal v galilejské vsi Taršicha a poté studoval herectví na Haifské univerzitě.

## Filmografie, výběr
- 2010 Coriolanus
- 2010  Souboj Titánů
- 2009 Libanon
- 2009 Agora - Ammónius
- 2007 Království
- 2005 Ráj hned teď
- 2004 Syrská nevěsta
- 2004 Ahava Colombianit